# James och jättepersikan (film)
James och jättepersikan (engelska: James and the Giant Peach) är en brittisk-amerikansk stop motion-animerad film med spelfilmsinslag från 1996, baserad på Roald Dahls bok med samma namn. Filmen regisserades av Henry Selick och producerades av Tim Burton, som tidigare hade gjort The Nightmare Before Christmas tillsammans. Filmen hade biopremiär i USA den 12 april 1996.

## Handling
När sexårige James föräldrar dör måste han flytta in hos sina två elaka mostrar. En dag får han dock ett magiskt pulver av en mystisk förbipasserande man, och snart befinner sig James på äventyr inne i en jättepersika.
Inuti persikan möter han flera nya vänner och de beger sig tillsammans ut på en resa till sina drömmars stad, New York.

## Rollista
| Figur (spelfilm)              | Skådespelare       |
| ----------------------------- | ------------------ |
| James Henry Trotter           | Paul Terry         |
| Tant Svamp                    | Miriam Margolyes   |
| Tant Spik                     | Joanna Lumley      |
| Berättaren/Den magiska mannen | Pete Postlethwaite |
| James far                     | Steven Culp        |
| James mor                     | Susan Turner-Cray  |
| Beat Cop                      | Mike Starr         |
| Figur (animation)             | Röst               |
| Gräshoppan                    | Simon Callow       |
| Tusenfotingen                 | Richard Dreyfuss   |
| Spindeln                      | Susan Sarandon     |
| Nyckelpigan                   | Jane Leeves        |
| Lysmasken                     | Miriam Margolyes   |
| Daggmasken                    | David Thewlis      |